# Joaquim Adão
Joaquim Adao (Friburgo, 14 luglio 1992) è un ex calciatore angolano con cittadinanza svizzera, di ruolo centrocampista.